# Layvin Kurzawa
Layvin Kurzawa (* 4. září 1992 Fréjus) je francouzský profesionální fotbalista s polskými kořeny, který hraje na pozici levého obránce za anglický klub Fulham FC, kde je na hostování z Paris Saint-Germain. Mezi lety 2014 a 2019 odehrál také 13 utkání v dresu francouzské reprezentace, ve kterých vstřelil 1 branku.

## Klubová kariéra
V profesionálním fotbale debutoval v roce 2010 v dresu klubu AS Monaco. V srpnu 2015 přestoupil do Paris Saint-Germain.

## Reprezentační kariéra
Layvin Kurzawa působil v mládežnických výběrech Francie. Díky polskému původu své matky o něj stála Polská fotbalová federace. Kurzawa upřednostnil francouzský národní tým.
V A-mužstvu Francie debutoval 14. listopadu 2014 v Rennes v přátelském utkání proti Albánii (remíza 1:1).

## Úspěchy

### Individuální
- Tým roku Ligue 1 podle UNFP – 2013/14[4]